# 沈铭昌
沈铭昌（?—1928年1月），原名永昌，字冕士，號默庵，浙江绍兴人，清末民初政治人物。

## 生平
光绪十九年癸巳恩科中式本省鄉試，光緒三十四年分發湖北補用，歷署沔陽州知州，後調兩江，調直隸，歷陞候補知府、道員，宣統三年署理天津海关道、长芦盐运使。中华民国成立后，担任直隶都督府总文案、河南都督府秘书长。民国二年（1913年），任河南開歸陳許鄭觀察使。3年任知事試驗主試委員，內務部次長，袁世凱稱帝時作登極大典籌備處總辦，授少卿，民国五年（1916年），改任山西省省长。次年（1917年）升任北京政府财政部次长。民国八年（1919年），担任山东省省长，同年离任。後寓居上海，1928年1月病逝。